# Antenna a microstriscia
Le antenne a microstriscia (patch antennas) sono una tipologia di antenne realizzate in forma integrata per l'utilizzo ad alta frequenza (microonde), a partire dagli anni cinquanta. Questa tipologia di design risulta particolarmente adatta per comunicazioni militari e civili in quanto presenta il grande vantaggio di essere di dimensioni ridotte, facilmente realizzabile ed integrabile. Infatti, antenne del genere sono spesso presenti su terminali mobili (come aerei, droni, ecc…) e/o moduli di schede elettroniche, implementabili direttamente all’interno del dispositivo grazie alla microstriscia. Inoltre, mediante adeguata progettazione, permette di ottenere coefficienti di riflessione estremamente bassi a fronte di una banda stretta. Ciò spinge l’impiego verso applicazioni Narrow-Band e radar. Gli svantaggi principali di questo design sono principalmente: la bassa potenza erogabile e bassa efficienza di radiazione. Pertanto, è evidente che questi dispositivi presentino ottime prestazioni in ricezione e medio-basse in trasmissione.

## Descrizione

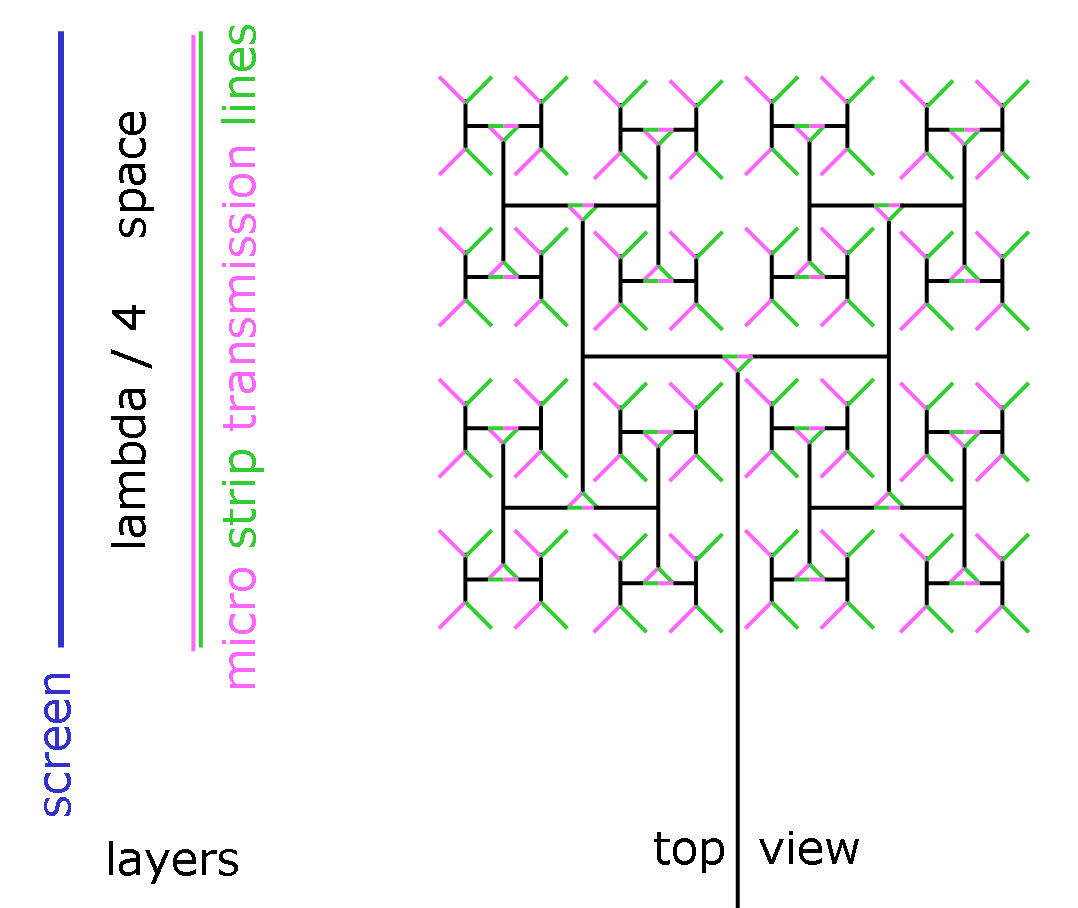

Nella forma più elementare sono costituite da un substrato di isolante elettrico, sul quale è ricavato un elemento radiante piatto di materiale conduttore (patch) e ricoperto dall'altro lato da un secondo strato conduttore che funge da schermo e da riferimento per i segnali (ground plane o piano di massa). Per dimensionare la struttura dell'antenna dopo aver scelto la dimensione del substrato sono:
```

  

    

      

        

          

            
{

            

              

                

                  

                    

                      

                        

                          

                            
ε

                            

                              
e

                              
f

                              
f

                            

                          

                          
=

                          

                            

                              

                                

                                  
ε

                                  

                                    
r

                                  

                                

                                
+

                                
1

                              

                              
2

                            

                          

                          
+

                          

                            

                              

                                

                                  
ε

                                  

                                    
r

                                  

                                

                                
−

                                
1

                              

                              
2

                            

                          

                          

                            
[

                            

                              

                                
1

                                

                                  
1

                                  
+

                                  
12

                                  

                                    
(

                                    

                                      

                                        
h

                                        
W

                                      

                                    

                                    
)

                                  

                                

                              

                            

                            
]

                          

                        

                        

                          
 

                        

                        

                          
 

                        

                        

                          
 

                        

                        

                          
 

                        

                        

                          

                            
(

                            
1

                            
)

                          

                        

                      

                    

                  

                

              

              

                

                  

                    

                      

                        

                          
W

                          
=

                          

                            

                              
c

                              

                                
2

                                

                                  
f

                                  

                                    
0

                                  

                                

                                

                                  

                                    

                                      

                                        

                                          
ε

                                          

                                            
r

                                          

                                        

                                        
+

                                        
1

                                      

                                      
2

                                    

                                  

                                

                              

                            

                          

                        

                        

                          
 

                        

                        

                          
 

                        

                        

                          
 

                        

                        

                          
 

                        

                        

                          
 

                        

                        

                          
 

                        

                        

                          

                            
(

                            
2

                            
)

                          

                        

                      

                    

                  

                

              

              

                

                  

                    

                      

                        

                          
L

                          
=

                          

                            

                              
c

                              

                                
2

                                

                                  
f

                                  

                                    
0

                                  

                                

                                

                                  

                                    

                                      
ε

                                      

                                        
e

                                        
f

                                        
f

                                      

                                    

                                  

                                

                              

                            

                          

                          
−

                          
0.824

                          
h

                          

                            
(

                            

                              

                                

                                  

                                    
(

                                    

                                      

                                        
ε

                                        

                                          
e

                                          
f

                                          
f

                                        

                                      

                                      
+

                                      
1

                                    

                                    
)

                                  

                                  

                                    
(

                                    

                                      

                                        

                                          
W

                                          
h

                                        

                                      

                                      
+

                                      
0.264

                                    

                                    
)

                                  

                                

                                

                                  

                                    
(

                                    

                                      

                                        
ε

                                        

                                          
e

                                          
f

                                          
f

                                        

                                      

                                      
−

                                      
0.258

                                    

                                    
)

                                  

                                  

                                    
(

                                    

                                      

                                        

                                          
W

                                          
h

                                        

                                      

                                      
+

                                      
0.8

                                    

                                    
)

                                  

                                

                              

                            

                            
)

                          

                        

                        

                          
 

                        

                        

                          
 

                        

                        

                          
 

                        

                        

                          
 

                        

                        

                          

                            
(

                            
3

                            
)

                          

                        

                      

                    

                  

                

              

            

            

          

        

      

    

    
{\displaystyle {\begin{cases}{\begin{matrix}\varepsilon _{eff}={\frac {\varepsilon _{r}+1}{2}}+{\frac {\varepsilon _{r}-1}{2}}\left[{\frac {1}{\sqrt {1+12\left({\frac {h}{W}}\right)}}}\right]&\ &\ &\ &\ &\left(1\right)\\\end{matrix}}\\{\begin{matrix}W={\frac {c}{2f_{0}{\sqrt {\frac {\varepsilon _{r}+1}{2}}}}}&\ &\ &\ &\ &\ &\ &\left(2\right)\\\end{matrix}}\\{\begin{matrix}L={\frac {c}{2f_{0}{\sqrt {\varepsilon _{eff}}}}}-0.824h\left({\frac {\left(\varepsilon _{eff}+1\right)\left({\frac {W}{h}}+0.264\right)}{\left(\varepsilon _{eff}-0.258\right)\left({\frac {W}{h}}+0.8\right)}}\right)&\ &\ &\ &\ &\left(3\right)\\\end{matrix}}\end{cases}}}

  

```

Con {\displaystyle \varepsilon _{eff}} la funziona che rappresenta la costante dielettrica efficace dell'antenna, ovvero, la permettività complessiva del sistema che tiene conto sia del dielettrico presente nella struttura sia dell'effetto del vuoto o dell'aria circostante. W ,L ed h sono i parametri che rappresentano rispettivamente la larghezza, lunghezza che deve avere la piastra radiante, e l'altezza del substrato dielettrico; infatti, queste sono fortemente dipendenti dalla frequenza   ({\displaystyle f_{0}}) di progetto e dalla costante dielettrica del materiale ({\displaystyle \varepsilon _{r}}) utilizzato per realizzare il dispositivo.
L'elemento radiante viene alimentato mediante una microstriscia (una connessione ricavata anch'essa sul dielettrico) che può essere collegata su un lato, mediante un cavo coassiale o per accoppiamento elettrico mediante un'apertura (slot risonante): in tal caso la microstriscia è fonte di irradiazione spuria con perdita di efficienza di irradiazione, ma ha il vantaggio della compattezza. In alternativa il patch può essere alimentato direttamente da cavo coassiale proveniente dal ground plane attraverso il substrato con maggior efficienza (minor perdita da irradiazione spuria), ma maggior ingombro.
La radiazione avviene per il fenomeno dello "sfrangiamento" (fringing) per il quale il campo elettromagnetico che si genera tra il patch ed il piano di massa (modello a condensatore piano) non è perfettamente rettilineo, ma si incurva oltre i bordi del primo causando la comparsa di una componente trasversale del campo che si comporta come un'antenna.
In generale le antenne a microstriscia sono caratterizzate da dimensioni molto ridotte, costo contenuto potendo sfruttare le tecnologie realizzative dei circuiti integrati, adattabilità ovvero deformabilità alla superficie di appoggio, il tutto a prezzo però di una banda molto stretta in frequenza, una scarsa direttività (irradiano su gran parte dello spazio circostante) ed una scarsa potenza irradiabile anche se tale inconveniente può essere ovviato in determinati casi con l'uso di allineamenti di antenne a patch.
Le dimensioni ridotte fanno sì che queste antenne trovino largo impiego nei dispositivi portatili, come i telefoni cellulari GSM, che ne utilizzano una particolare tipologia, detta PIFA: Planar Inverted-F Antenna.